# 서울특별시의 시도등록문화유산
서울특별시의 시도등록문화재는 서울특별시장이 문화재보호법 및 서울특별시 문화재 보호 조례에 따라 지정문화재나 국가등록문화재가 아닌 유형문화재, 기념물, 민속문화재 중에서 보존과 활용을 위한 조치가 특별히 필요하여 등록한 문화재이다. 시도등록문화재 제도는 등록문화재 제도를 국가와 지자체에서 이원화하여 시행하고자 2019년 12월 25일부터 시행되었다.

## 지정 목록
| 번호 | 사진 | 명칭                           | 소재지                                                  | 관리자 (단체)  | 지정일           | 참조 |
| 1호  |      | 한강대교 (漢江大橋)            | 서울 용산구 이촌동 302-11 등 20필지                     | .              | 2020년 9월 10일  |      |
| 2호  |      | 보신각 앞 지하철 수준점        | 서울 종로구 종로 54 (관철동, 보신각)                    | .              | 2020년 9월 10일  |      |
| 3호  |      | 구 통계국 청사                 | 서울 종로구 삼일대로 467 (경운동)                       | .              | 2020년 9월 10일  |      |
| 4호  |      | 경향신문 (京鄕新聞)            | 서울 용산구 서빙고로 139 (용산동6가, 국립한글박물관)    | 국립한글박물관 | 2020년 11월 5일  |      |
| 5호  |      | 서울시립대학교 구 본관 및 교사 | 서울 동대문구 서울시립대로 163 (전농동, 서울시립대학교) | .              | 2020년 12월 17일 |      |
| 6호  |      | 서울시립대학교 구 강당         | 서울 동대문구 서울시립대로 163 (전농동, 서울시립대학교) | .              | 2020년 12월 17일 |      |
| 7호  |      | 고려대학교 4.18 기념탑         | 서울 성북구 안암로 145                                  | .              | 2020년 12월 17일 |      |

## 같이 보기
- 서울미래유산
- 서울특별시의 국가등록문화재